# Diomedes (escoliasta)
|  | Aquest article tracta sobre el comentarista a Dionisi de Tràcia. Si cerqueu el gramàtic llatí, vegeu «Diomedes el Gramàtic». |

Diomedes (en grec antic: Διομήδης σχολαστικός, 'Diomedes el Gramàtic') va ser un escoliasta grec d'època desconeguda.
És conegut per uns escolis a la gramàtica de Dionisi de Tràcia. No obstant això, només tres manuscrits (Baroccianus 116, Vaticanus gr. 240, Marcianus gr. 489) atribueixen els escolis a Diomedes; la resta (principalment, el Vindobonensis gr. 240 i el Havniensis 1965) els atribueixen a un cert Melamp. Aquesta dualitat es podria deure al fet que un dels dos fos deixeble de l'altre i fes servir les seves notes, o bé que fossin condeixebles d'un mateix mestre.
Segons Smith, Diomedes podria haver escrit sobre Homer, atès que l'esmenta un escoliasta d'Homer.